# زمین‌لرزه ۱۹۹۹ فیلیپین
زمین‌لرزه فیلیپین  در تاریخ ۱۱ دسامبر ۱۹۹۹ میلادی، برابر با ‎۲۰ آذر ۱۳۷۸، ساعت ۱۸:۰۳:۳۶ به زمان یوتی‌سی در فیلیپین رخ داد. ژرفای این زلزله ۴۳٫۵ کیلومتر بود، و بزرگی آن ۷٫۲ در مقیاس Mw اعلام شده‌است. زمین‌لرزه به وقت محلی در روز یکشنبه، ساعت ۲ روی داده و منطقه زمانی آن یوتی‌سی +۸ بوده‌است .
سازمان زمین‌شناسی آمریکا نیز رومرکز این زمین‌لرزه را در مختصات ۱۵°۴۵′۵۸″شمالی ۱۱۹°۴۴′۲۴″شرقی / ۱۵٫۷۶۶°شمالی ۱۱۹٫۷۴°شرقی و ژرفای آنرا در ۳۳ کیلومتر گزارش کرده‌است. بزرگی برگزیدهٔ این سازمان از میان بزرگیهای محاسبه‌شدهٔ مختلف ۷٫۳ در مقیاس Mw بوده و از دید اثر، در میان چهار دسته‌بندی «نامحسوس»، «محسوس»، «زیان‌آور» یا «با تلفات»، زلزله را «با تلفات» اعلام کرده‌است.
پروژهٔ «تنسور گشتاور مرکزوار» زاویه‌های (راستا، شیب، ریک) گسل سازندهٔ زمین‌لرزه و صفحه عمود بر آنرا (°۱۱۲، °۱۳، °۱۶۹-) یا (°۱۱، °۸۸، °۷۷-) و نوع گسل را «عادی» فرارسانده‌است.
شمار کشتگان زلزله حدود ۱ نفر بوده‌است.تعداد زخمیان ۴۰ نفر برآورده شده‌است.